# Anelaphus cinnabarinum
Anelaphus cinnabarinum là một loài bọ cánh cứng trong họ Cerambycidae.